# 고야히지리
고야히지리(高野聖)는 일본 중세 시대 고야산을 본거지로 한 유행자(遊行者)이다.일본 종세 시대의 고야산으로부터 여러 지방으로 나가 권진(勧進)이라 불리는 모금활동을 위하여 권화(勧化), 창도(唱導), 납골등을(納骨)행한 승려(僧侶)이다.

## 역사
유핸(遊行)을 행하는 승려는 나라시대에 등장하지만 고야산에서는 헤이안시데에 발생. 시조로서는 오다와라히지리(小田原聖)의 교우카이(教懷), 묘우헨(明遍), 쵸우겐(重源)등이 알려져있다. 고야히지리는(高野聖)복수(複数)의 집단이 되어 고야산에 거주했지만 그중에서도 렌게다니히지리(蓮華谷聖),카얀도하지리(萱堂聖),센테인히지리(千手院聖)의 세 집단이 가장 규모가 큰것으로 알려져 있다.
이러한 히지리는 고야산에서 승려들중 가장 하위층에 위치하며 일반적으로 행상인을 겸하고 있었다. 시간이 흐르자 학려방(学侶方)이나 행인방(行人方)과 함께 고야산의 최대세력이 되어 여러 지방에 고야신앙을 전하는 한편 렌가카이(連歌会)를 주최하는 등 문예활동도 행하였기 때문에 민중에게 친근하게 다가갈 수 있었다. 그러나 일부에 한에서는 저속화되어 마을의 길가에서「오늘 밤 머물곳을 빌려주오 오늘 밤 머물곳을 빌려주오」라고 말을 걸고는 했기 때문에 야도괴(夜道經)라고 불리는 집단도 있었다. 또한 「고야 히지리를 집에 들이지 마라 딸을 빼앗기고 창피를 당하지 마라」라고 속요로도 불리고 있는 이유는 이 때문이다.
오다 노부나가(織田信長)는 천정(天正)６ 년(1578)에 기내(畿内)의 고야산이 기내(畿内)의 고야히지리 1383명을 잡아 처형했다. 아라키무라시게(荒木村重)의 잔당을 몰레 숨겨주거나 아시카가요시아키(足利義昭)와 내통하는 등의 활동에 대한 보복이라고 하였지만 당시는 고야히지리인 척 하며 밀정활동을(間者)하던 사람들도 있었기 때문에 이들에게 애를 먹다 내린 처분이었다고도 전해지고있다.
에도 시대가 되어 막부가 통치정책의 일환으로서 정부 정책의 일환으로서 단가제도(檀家制度)를 추진했기 때문에 고야히지리도 활동이 제한되어 결국 쇠약해져갔다.

## 참고 문헌
- 고라이시게루 『고야히지리』증보5판(가도카와서점<가도카와선사78> 1998년) ISBN4047030791

## 같이 보기
- 하지리聖
- 히지리자카聖坂
- 안갸行脚